# 大理石蛋糕
大理石蛋糕（英語：Marble Cake）是一種起源於19世紀的蛋糕食品，其特徵為切開的剖面帶有類似大理石模樣的深淺色混合花紋。
現今大理石蛋糕的食材以香草口味、與巧克力口味麵糊為主居多，早期則有以檸檬口味麵糊搭配黑糖麵糊製作的方法。